# 2091
2091 (MMXCI) va fi un an obișnuit al calendarului gregorian.

## Evenimente anticipate

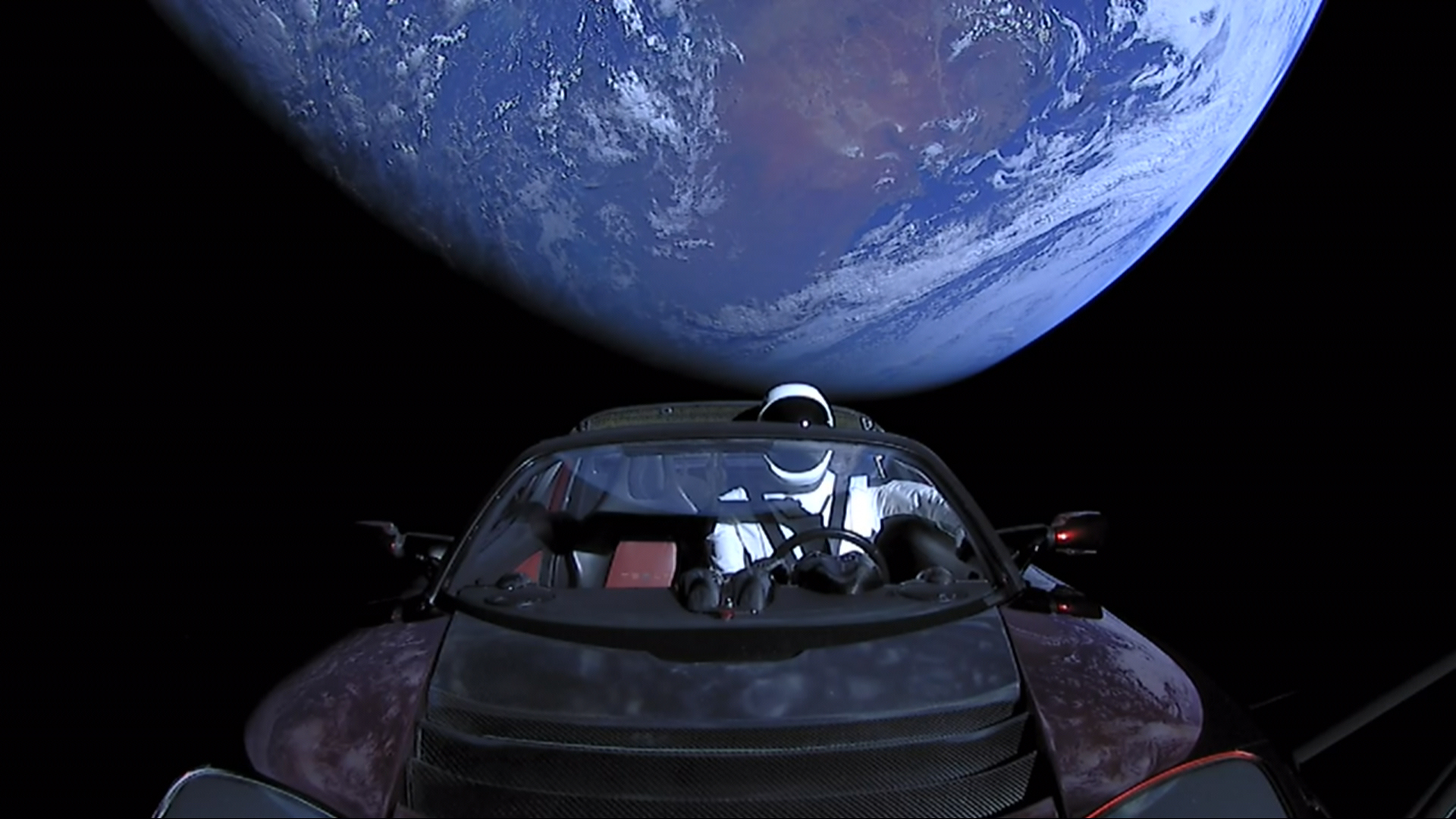
Starman din mașina Tesla Roadster a lui Elon Musk

- În 2091, pentru prima oară după 73 de ani de la lansare, Starman va trece prin spațiul dintre Pământ și Lună. Va continua să orbiteze în interiorul Sistemului solar timp de milioane de ani în viitor cu o mică probabilitate de a se ciocni cu Pământul (6%) sau cu Venus (2,5%) în timpul primului milion de ani.[necesită citare]